# Thurgood Marshall
Pour les articles homonymes, voir Marshall.
Thurgood Marshall, né le 2 juillet 1908 à Baltimore (Maryland) et mort le 24 janvier 1993 à Bethesda (Maryland), est un avocat américain devenu célèbre par sa plaidoirie lors du cas Brown v. Board of Education à la Cour suprême des États-Unis, qui déclare la ségrégation raciale inconstitutionnelle dans les écoles publiques. Par la suite, il devient le premier afro-américain à siéger à la Cour suprême des États-Unis (1967-1991). Il y a marqué son passage par des avis rendus dans son domaine de prédilection, celui des droits civiques.

## Biographie

### Jeunesse et formation
Thurgood Marshall, né Thoroughgood Marshall, est le fils de William C. Marshall, un steward d'un yacht club, et de Norma A. Marshall, une institutrice. Il suit ses études secondaires à la Colored High and Training School de Baltimore (connue maintenant sous le nom de la Frederick Douglass High School (en)). C'est dans cet établissement qu'il découvre la Constitution des États-Unis, qu'il doit apprendre par cœur à titre de punition scolaire. Ses parents souhaitaient qu'il devienne dentiste comme son frère, mais il préfère s'orienter vers le droit. Aussi, après avoir fini ses études secondaires en 1925, il postule à l'université Lincoln dans le comté de Chester, en Pennsylvanie, où il est accepté ; il y obtient son baccalauréat universitaire (équivalent à la licence en France) avec la mention cum laude. À l'université Lincoln, il fait la connaissance de Kwame Nkrumah, le futur président du Ghana, du poète Langston Hughes ou encore du jazzman Cab Calloway. Puis, il se présente à la faculté de droit de l'université du Maryland, mais sa candidature est rejetée du fait qu'il est un Afro-Américain. Alors, il se tourne vers la faculté de droit de l'université Howard, où il est accepté en 1930 ; il y suit notamment les cours du doyen Charles Hamilton Houston. Thurgood Marshall obtient son baccalauréat universitaire en droit en 1933,,,,.

### Carrière

#### Notoriété rapide en tant qu'avocat de la NAACP
Une fois diplômé, Thurgood Marshall s’inscrit au barreau et s'installe comme avocat à Baltimore. L'année suivante, il commence à travailler pour la section de Baltimore de la National Association for the Advancement of Colored People (NAACP, en français l'Association nationale pour le progrès des gens de couleur). En 1936, il emménage à New York pour travailler à plein temps pour la NAACP. Dans ce cadre, en 1936, Thurgood Marshall se fait connaître par sa plaidoirie avec Charles Hamilton Houston dans l'affaire Murray v. Pearson (en) devant la Cour d'appel du Maryland. Ils permettent ainsi la réintégration d'un étudiant afro-américain à l'université du Maryland, qui en avait été évincé du fait de sa couleur de peau ; cette décision crée une jurisprudence qui ouvre les portes à la déségrégation,. Cette victoire conduit Thurgood Marshall à plaider dans des affaires similaires. Les faits sont de même nature que ceux jugés deux ans plus tard par la Cour suprême des États-Unis dans l'affaire Missouri ex rel. Gaines v. Canada (en), qui donne lieu à la même décision,.
En 1938, sur l'insistance de Charles Hamilton Houston, il est embauché comme avocat au siège national de la NAACP à Washington (district de Columbia) ; il y devient le directeur du service juridique et d'assistance judiciaire, poste qu'il occupera jusqu'en 1961.

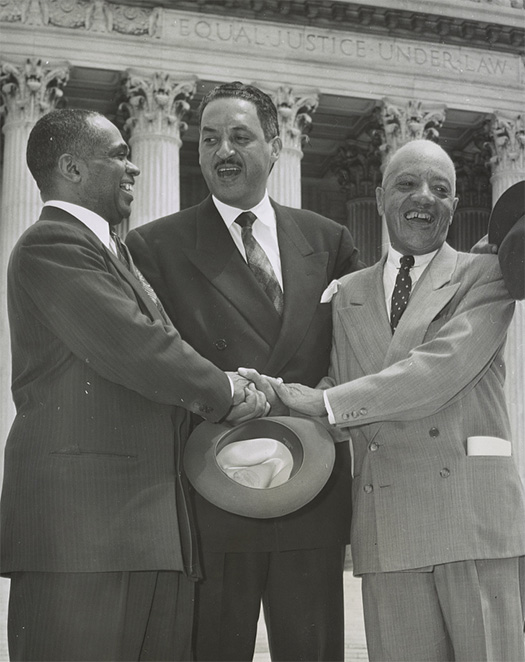
George Edward Chalmer Hayes, Thurgood Marshall et James Nabrit après la victoire du Brown case en 1954.

#### Devant la Cour suprême des États-Unis

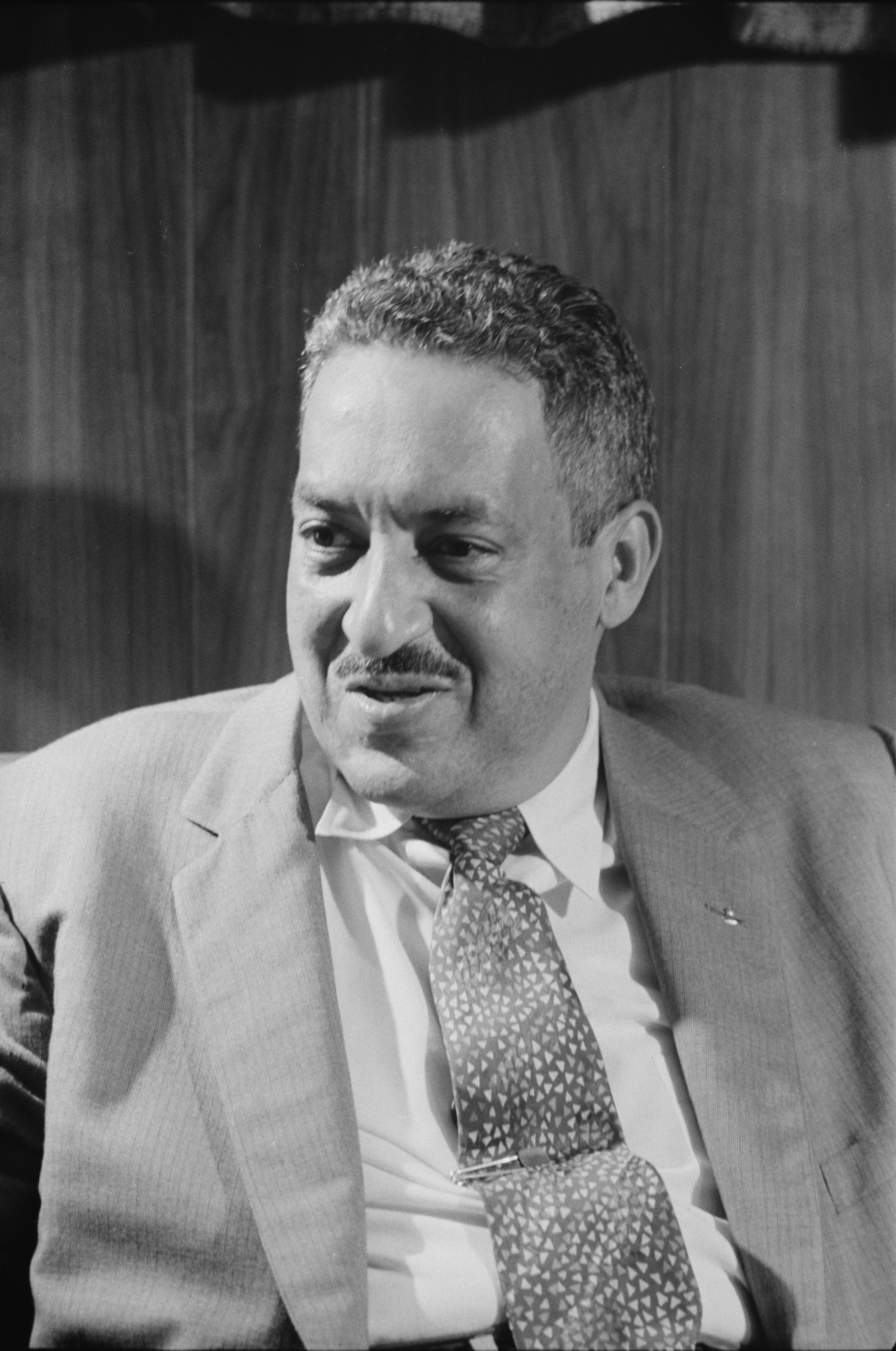
Thurgood Marshall en 1957.

En 1940, il plaide pour la première fois en tant que représentant de la NAACP devant la Cour suprême des États-Unis, dans l'affaire Chambers v. Florida (en) : la Cour annule la condamnation à mort de quatre jeunes Noirs qui avaient fini par avouer un meurtre après cinq jours d'interrogatoires acharnés,,. Ce succès sera suivi d'autres plaidoiries devant la Cour suprême, le plus souvent avec succès, avec en particulier l'affaire Smith v. Allwright (en) en 1944, dans laquelle la Cour déclare illégale l'interdiction faite par le Parti démocrate du Texas aux Afro-Américains de prendre part à ses élections primaires,, puis Sweatt v. Painter (en), et McLaurin v. Oklahoma State Board of Regents (en) toutes deux en 1950, sur l'admission d'étudiants afro-américains dans des universités. Ce dernier arrêt déclare inconstitutionnelle la ségrégation dans l'enseignement supérieur car contraire à l'égale protection devant la loi garantie par le Quatorzième amendement,,. La série est couronnée par la décision historique Brown v. Board of Education en 1954 qui déclare la ségrégation illégale dans les écoles publiques. Ces différents arrêts mettent à mal la portée de l'arrêt Plessy v. Ferguson, qui était la pierre de voûte des lois ségrégatives des États du Sud des États-Unis et de la doctrine appelée « separate but equal » (séparés mais égaux), qui sera définitivement révoquée par le Civil Rights Act de 1957 et le Civil Rights Act de 1964. L'arrêt Brown v. Board of Education est considéré comme une étape décisive du mouvement américain des droits civiques pour obtenir l'égalité civique des Afro-Américains,.

#### Consécration
En 1961, il est nommé par le président John Fitzgerald Kennedy juge à la cour d'appel du second circuit (dont le ressort couvre le Nord-Est des États-Unis). Un groupe de sénateurs du Sud étant parvenu à bloquer sa confirmation par le Sénat, Kennedy doit recourir au recess appointement (« nomination entre les sessions » ; lorsque le Congrès n'est pas en session, le président peut procéder à des nominations sans attendre l'accord du Sénat, mais la nomination est annulée si elle n'est pas confirmée par le Sénat au cours de la session suivante). Marshall reste juge à la cour d'appel (circuit judge) jusqu'en 1965, date à laquelle le président Lyndon Baines Johnson le nomme Avocat général des États-Unis, poste qui consiste à diriger toute la défense du gouvernement fédéral devant les tribunaux. En 1967, Lyndon B. Johnson le nomme à la Cour suprême pour succéder à Tom Clark, affirmant que c'est « ce qu'il faut faire, le moment pour le faire, l'homme qu'il faut au poste qu'il faut »,,.
Thurgood Marshall est membre de la Cour suprême pendant vingt-quatre ans, rédigeant les arrêts de plusieurs décisions importantes concernant les droits civiques des Afro-Américains et des minorités, sur la protection constitutionnelle des droits individuels, en particulier les droits des accusés vis-à-vis du gouvernement. Il rejoint l'opinion dissidente dans l'arrêt Diamond v. Chakrabarty rendu le 16 juin 1980, considérant que la loi n'autorisait pas la brevetabilité du vivant.
Il quitte la Cour pour raisons de santé en 1991. Le président George H. Bush nomme le conservateur Clarence Thomas pour le remplacer,.

### Vie privée
En 1929, il épouse Vivian « Buster » Burey ; le couple n'aura pas d'enfant.
Après le décès de Vivian en 1955 des suites d'un cancer du poumon, la même année, il épouse la secrétaire de direction du siège national de la NAACP, Cecilia Suyat Marshall (en) ; le couple donne naissance à deux garçons : Thurgood, Jr. et John William,,.
Le 24 janvier 1993, Thurgood Marshall décède à l'âge de 84 ans, des suites d'une défaillance cardiaque au National Naval Medical Center (connu maintenant sous le nom du Walter Reed National Military Medical Center),,.

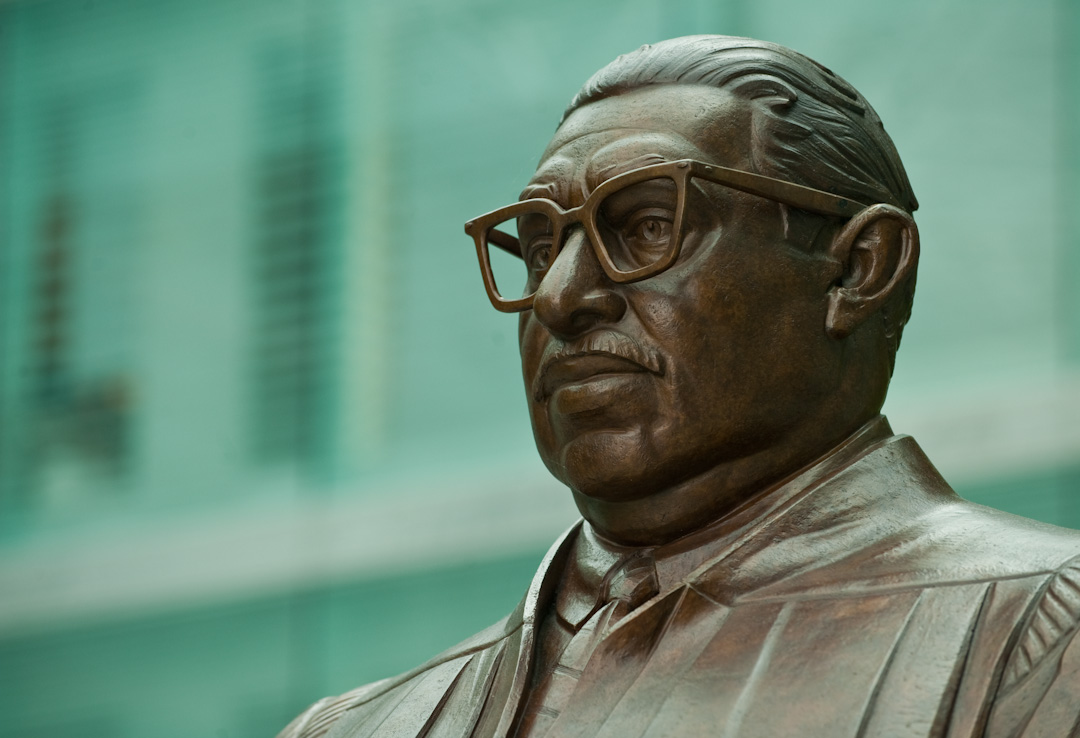
Buste de Thurgood Marshall.

Il repose au cimetière national d'Arlington (comté d'Arlington, Virginie).

## Prix et distinctions
- 1946 : récipiendaire de la Spingarn Medal décernée par la NAACP pour honorer son travail devant la Cour suprême[39],[40],
- 1991 : récipiendaire de la Médaille présidentielle de la Liberté, décernée par le président Bill Clinton[41],[42].

## Archives
Les archives de Thurgood Marshall sont déposées à la bibliothèque du Congrès, où elles sont consultables. L'ouverture au public en 1993 de ses archives, peu de temps après sa mort a suscité des critiques ; cette dernière est ainsi jugée hâtive par William H.Rehnquist, alors président de la Cour suprême,.

## Hommages
Une statue de Thurgood Marshall a été érigée à Baltimore, à l'emplacement où se trouvait la Cour suprême de l'État du Maryland quand elle a jugé le cas Murray v. Pearson.
Le nouveau bâtiment destiné à accueillir les archives judiciaires des États-Unis, inauguré en 1992 à Washington, porte le nom de Thurgood Marshall Federal Judiciary Building (en).
Le bâtiment de la cour d'appel du deuxième circuit à New York porte son nom.

## Au cinéma
- Marshall : film biographique américain réalisé par Reginald Hudlin, sorti en 2017. Il retrace l'affaire Joseph Spell. Le rôle de Thurgood Marshall est joué par l'acteur Chadwick Boseman.

Dans la série télévisée Daredevil, Thurgood Marshall est régulièrement citée par Matt Murdock, qui lit régulièrement une de ses dernières déclarations publiques avant sa retraite. La citation « We must dissent from the apathy. We must dissent from the fear, the hatred, and the mistrust / Nous devons nous opposer à l'apathie. Nous devons nous dissocier de la peur, de la haine et de la méfiance », est un motif récurrent dans la série,.